# Governo Kallas III
Il Governo Kallas III (in lingua estone: Kallase III valitsus) è stato il terzo governo dell'Estonia presieduto da Kaja Kallas, in carica per 1 anno 3 mesi e 6 giorni dal 17 aprile 2023 al 23 luglio 2024 (sebbene dimissionario dal 15 luglio 2024). 
Si trattava del 53º governo della Repubblica dell'Estonia dalla sua dichiarazione di indipendenza, avvenuta nel 1918.

## Storia

### Formazione
In seguito alla vittoria e riconferma al governo della Prima ministra uscente e del suo partito, avvenuta con le elezioni dello stesso anno, la leader Kaja Kallas si è presto mossa per avviare i negoziati con i partiti al fine di formare un governo, invitando contestualmente al dialogo i rappresentanti di Estonia 200 e dell’SDE in data 7 marzo 2023. 
Un accordo è quindi stato raggiunto e firmato il 10 aprile, cosa che ha permesso a Kallas di divenire primo ministro designato il 12 aprile (poi definitivo), con la nomina del Presidente Alar Karis e la successiva approvazione del Riigikogu. 
Il suo governo ha, dunque, prestato giuramento il 17 aprile.

### Dimissioni
Il 15 luglio 2024, in seguito alla nomina della Prima ministra Kaja Kallas alla carica di Alto rappresentante dell'Unione per gli affari esteri e la politica di sicurezza, formalizzata il 27 giugno durante il primo Consiglio europeo successivo alle elezioni europee dello stesso anno nell’ottica dei colloqui per la formazione di una nuova maggioranza a sostegno della nuova commissione von der Leyen, il governo rassegna le dimissioni nelle mani del Presidente Alar Karis, contestualmente al consiglio, da parte della stessa premier, di nominare come suo successore (senza ripercussioni, dunque, sulla coalizione) il Ministro dell’Ambiente Kristen Michal.

## Situazione parlamentare
| Camera    | Collocazione | Partiti                       | Seggi    |
| --------- | ------------ | ----------------------------- | -------- |
| Riigikogu | Maggioranza  | ER (37), E200 (14), SDE (9)   | 60 / 101 |
| Riigikogu | Opposizione  | EKRE (17), K (16), ISAMAA (8) | 41 / 101 |

## Composizione
La compagine ministeriale comprende tredici ministri (con il Primo ministro), di cui cinque donne e sette uomini.
     Partito Riformatore Estone (ER)
     Estonia 200 (E200)
     Partito Socialdemocratico (SDE)
| Carica                                          | Titolare | Titolare | Titolare                              | Partito |
| ----------------------------------------------- | -------- | -------- | ------------------------------------- | ------- |
| Ministro capo                                   |          |          | Kaja Kallas                           | ER      |
| Ministro delle Finanze                          |          |          | Mart Võrklaev                         | ER      |
| Ministro degli Esteri                           |          |          | Margus Tsahkna                        | E200    |
| Ministro della Difesa                           |          |          | Hanno Pevkur                          | ER      |
| Ministro dell’Interno                           |          |          | Lauri Läänemets                       | SDE     |
| Ministro della Giustizia                        |          |          | Kalle Laanet (fino al 1º aprile 2024) | ER      |
| Ministro della Giustizia                        |          |          | Madis Timpson (dal 1º aprile 2024)    | ER      |
| Ministro dell’Istruzione e della Ricerca        |          |          | Kristina Kallas                       | E200    |
| Ministro della Cultura                          |          |          | Heidy Purga                           | ER      |
| Ministro della Salute e del Lavoro              |          |          | Riina Sikkut                          | SDE     |
| Ministro dell’Economia e della Digitalizzazione |          |          | Tiit Riisalo                          | E200    |
| Ministro del Clima e dell’Ambiente              |          |          | Kristen Michal                        | ER      |
| Ministro della Protezione Sociale               |          |          | Signe Riisalo                         | ER      |
| Ministro dello Sviluppo Rurale e Regionale      |          |          | Madis Kallas (fino al 26 aprile 2024) | SDE     |
| Ministro dello Sviluppo Rurale e Regionale      |          |          | Piret Hartman (dal 26 aprile 2024)    | SDE     |

Fonte: (EN) Estonia's new coalition government: Who's who, su news.err.ee, 17 aprile 2023.